# Atopochilus savorgnani
Atopochilus savorgnani är en fiskart som beskrevs av Sauvage, 1879. Atopochilus savorgnani ingår i släktet Atopochilus och familjen Mochokidae. IUCN kategoriserar arten globalt som livskraftig. Inga underarter finns listade.